# Ministri per le disabilità della Repubblica Italiana
I ministri per le disabilità della Repubblica Italiana si sono avvicendati dal 2018 in poi, con diverse denominazioni e competenze.

## Lista
| Ministro | Ministro | Ministro                    | Partito | Governo | Mandato          | Mandato          | Leg.  |
| Ministro | Ministro | Ministro                    | Partito | Governo | Inizio           | Fine             | Leg.  |
| --- | -------- | --------------------------- | ------- | ------- | ---------------- | ---------------- | ----- |
| Famiglia e disabilità |          |                             |         |         |                  |                  |       |
| |          | Lorenzo Fontana (1980)      | Lega    | Conte I | 1º giugno 2018   | 10 luglio 2019   | XVIII |
| |          | Alessandra Locatelli (1976) | Lega    | Conte I | 10 luglio 2019   | 5 settembre 2019 | XVIII |
| Competenze trasferite all'Ufficio per le politiche in favore delle persone con disabilità (1º gennaio 2020 - 13 febbraio 2021) |          |                             |         |         |                  |                  |       |
| Disabilità |          |                             |         |         |                  |                  |       |
| |          | Erika Stefani (1971)        | Lega    | Draghi  | 13 febbraio 2021 | 22 ottobre 2022  | XVIII |
| |          | Alessandra Locatelli (1976) | Lega    | Meloni  | 22 ottobre 2022  | in carica        | XIX   |